# Idiops bombayensis
Idiops bombayensis is een spinnensoort uit de familie valdeurspinnen (Idiopidae).
De wetenschappelijke naam van de soort werd in 2005 gepubliceerd door Manju Siliwal, Sanjay Molur & Bijan Kumar Biswas.